# Dothiorella
Dothiorella is een geslacht van schimmels behorend tot de familie Botryosphaeriaceae. De typesoort is Dothiorella pyrenophora.

## Soorten
Volgens Index Fungorum telt het geslacht 339 soorten (peildatum januari 2022):
| Soortnaam                       | Auteur(s)                                                                     | Publicatiejaar |
| ------------------------------- | ----------------------------------------------------------------------------- | -------------- |
| Dothiorella aberrans            | Peck                                                                          | 1907           |
| Dothiorella acaciae             | Subhedar & V.G. Rao                                                           | 1976           |
| Dothiorella acaciicola          | Crous & M.J. Wingf.                                                           | 2016           |
| Dothiorella acericola           | Phookamsak, Tennakoon & K.D. Hyde                                             | 2019           |
| Dothiorella aceris              | Höhn.                                                                         | 1914           |
| Dothiorella aceris              | Lebedeva                                                                      | 1926           |
| Dothiorella acervulata          | Speg.                                                                         | 1898           |
| Dothiorella adanensis           | Petr.                                                                         | 1953           |
| Dothiorella aesculi             | Oudem.                                                                        | 1902           |
| Dothiorella aesculi             | (Corda) Petr.                                                                 | 1922           |
| Dothiorella agavicola           | Petr.                                                                         | 1953           |
| Dothiorella ailanthina          | Sacc.                                                                         | 1915           |
| Dothiorella alchorneae          | Petr. & Cif.                                                                  | 1930           |
| Dothiorella alfaedensis         | C. Massal.                                                                    | 1900           |
| Dothiorella alhagi              | S. Ahmad                                                                      | 1971           |
| Dothiorella allescheri          | Oudem.                                                                        | 1902           |
| Dothiorella alpina              | (Y. Zhang ter & Min Zhang) Phookamsak & Hyde                                  | 2020           |
| Dothiorella americana           | Úrbez-Torr., Peduto & Gubler                                                  | 2012           |
| Dothiorella amsoniae            | (Tassi) Petr. & Syd.                                                          | 1927           |
| Dothiorella annonae             | Petch                                                                         | 1925           |
| Dothiorella apocyni             | Petr.                                                                         | 1931           |
| Dothiorella aquilegiae          | (Gonz. Frag.) Petr. & Syd.                                                    | 1927           |
| Dothiorella arachidis           | M.E.A. Costa & Sousa da Câmara                                                | 1954           |
| Dothiorella araucariae          | (Voglino) Petr.                                                               | 1947           |
| Dothiorella argyreiae           | Magdum                                                                        | 1992           |
| Dothiorella armeniaca           | (Speg.) Arx                                                                   | 1963           |
| Dothiorella aromatica           | (Sacc.) Petr. & Syd.                                                          | 1927           |
| Dothiorella arundinacea         | S. Ahmad                                                                      | 1964           |
| Dothiorella asiminae            | Ellis & Everh.                                                                | 1896           |
| Dothiorella asparagi            | Gonz. Frag.                                                                   | 1925           |
| Dothiorella aterrima            | (Fuckel) Sacc.                                                                | 1884           |
| Dothiorella aucubae             | (Gabotto) Petr. & Syd.                                                        | 1927           |
| Dothiorella banksiae            | Hansf.                                                                        | 1956           |
| Dothiorella barringtoniae       | (Cooke & Massee) Petr. & Syd.                                                 | 1927           |
| Dothiorella berengeriana        | Sacc.                                                                         | 1881           |
| Dothiorella berengeriana        | Sacc. & Roum.                                                                 | 1884           |
| Dothiorella betulae             | (Preuss) Sacc.                                                                | 1884           |
| Dothiorella betulae-odoratae    | Bubák & Vleugel                                                               | 1917           |
| Dothiorella betulicola          | Glezer                                                                        | 1959           |
| Dothiorella biotae              | Schwarzman                                                                    | 1968           |
| Dothiorella bohemica            | (Bubák & Kabát) M. Morelet & Bellem.                                          | 1973           |
| Dothiorella bolbophila          | (Sacc.) Petr. & Syd.                                                          | 1927           |
| Dothiorella botrya              | Sacc.                                                                         | 1880           |
| Dothiorella botryosphaerioides  | Sacc.                                                                         | 1880           |
| Dothiorella bougainvilleae      | A.C. Santos & Sousa da Câmara                                                 | 1954           |
| Dothiorella boussingaultiae     | (Syd., P. Syd. & E.J. Butler) Syd.                                            | 1927           |
| Dothiorella brassicae           | M.E.A. Costa & Sousa da Câmara                                                | 1953           |
| Dothiorella brevicollis         | Jami, Gryzenh., Slippers & M.J. Wingf.                                        | 2012           |
| Dothiorella brevipes            | (Penz. & Sacc.) Petr. & Syd.                                                  | 1924           |
| Dothiorella broussonetiae       | Urries                                                                        | 1941           |
| Dothiorella caballeroi          | (Bubák & Gonz. Frag.) Petr. & Syd.                                            | 1927           |
| Dothiorella caespitosa          | (Preuss) Sacc.                                                                | 1884           |
| Dothiorella californica         | D.P. Lawr. & Trouillas                                                        | 2017           |
| Dothiorella calophylli          | (Syd. & P. Syd.) Syd.                                                         | 1927           |
| Dothiorella calospora           | Bres.                                                                         | 1926           |
| Dothiorella calotropidis        | S. Ahmad                                                                      | 1972           |
| Dothiorella campsidis           | M.T. Lucas & Sousa da Câmara                                                  | 1954           |
| Dothiorella canadensis          | Ellis & Everh.                                                                | 1899           |
| Dothiorella caricis             | Petr.                                                                         | 1927           |
| Dothiorella carpinicola         | (Delacr.) Petr. & Syd.                                                        | 1925           |
| Dothiorella carthami            | S. Ahmad                                                                      | 1971           |
| Dothiorella caryotae            | (Syd. & P. Syd.) Syd.                                                         | 1927           |
| Dothiorella caseariae           | Speg.                                                                         | 1910           |
| Dothiorella castaneae           | Sousa da Câmara & A.T. Vasconc.                                               | 1953           |
| Dothiorella castillejae         | Murashk.                                                                      | 1924           |
| Dothiorella casuarinae          | J. de Wet, Slippers & M.J. Wingf.                                             | 2009           |
| Dothiorella catalpae            | Schwarzman                                                                    | 1968           |
| Dothiorella cedrelae            | Pat.                                                                          | 1891           |
| Dothiorella celastri            | Peck                                                                          | 1909           |
| Dothiorella celtidis            | Peck                                                                          | 1891           |
| Dothiorella cephalandrae        | S. Ahmad                                                                      | 1969           |
| Dothiorella cercidospora        | (Sousa da Câmara) Sousa da Câmara                                             | 1949           |
| Dothiorella chamaedoreae        | Caball.                                                                       | 1940           |
| Dothiorella chenopodii          | S. Ahmad                                                                      | 1954           |
| Dothiorella chilensis           | Speg.                                                                         | 1921           |
| Dothiorella chimonanthi         | Pass.                                                                         | 1890           |
| Dothiorella chrysopogonis       | S. Ahmad                                                                      | 1971           |
| Dothiorella cisti               | M.T. Lucas & Sousa da Câmara                                                  | 1954           |
| Dothiorella citricola           | (A.J.L. Phillips & Abdollahz.) Tao Yang & Crous                               | 2016           |
| Dothiorella citrimurcotticola   | X.E. Xiao, Crous & H.Y. Li                                                    | 2021           |
| Dothiorella clavigera           | H. Ruppr.                                                                     | 1958           |
| Dothiorella clypeata            | Syd.                                                                          | 1929           |
| Dothiorella cneori              | (Gonz. Frag.) Petr. & Syd.                                                    | 1926           |
| Dothiorella cocoes              | Mhaskar                                                                       | 1972           |
| Dothiorella codiaeicola         | D. Gupta, Chowdhry & Padhi                                                    | 1981           |
| Dothiorella coggygriae          | Zerova                                                                        | 1951           |
| Dothiorella concaviuscula       | Ellis & Barthol.                                                              | 1896           |
| Dothiorella congesta            | (Lév.) Sacc.                                                                  | 1884           |
| Dothiorella convolvuli          | Gonz. Frag.                                                                   | 1925           |
| Dothiorella convolvuli          | Gonz. Frag.                                                                   | 1926           |
| Dothiorella coronillae          | (Desm.) Petr.                                                                 | 1963           |
| Dothiorella crastophila         | Sacc.                                                                         | 1913           |
| Dothiorella crataegi            | Ellis & Everh.                                                                | 1895           |
| Dothiorella crepinii            | (Speg. & Roum.) Grove                                                         | 1919           |
| Dothiorella cupressi            | Srinivas.                                                                     | 1970           |
| Dothiorella cydoniae            | Oudem.                                                                        | 1904           |
| Dothiorella daniellae           | Pat. & Har.                                                                   | 1908           |
| Dothiorella daphnes             | Gonz. Frag.                                                                   | 1924           |
| Dothiorella dasycarpi           | Oudem.                                                                        | 1903           |
| Dothiorella dauci               | Vala, J.N. Kapoor & Chowdhry                                                  | 1984           |
| Dothiorella davidiae            | Zambett., Waliyar & Scannell                                                  | 1977           |
| Dothiorella decorticata         | Ellis & Everh.                                                                | 1888           |
| Dothiorella desmostachyae       | S. Ahmad                                                                      | 1971           |
| Dothiorella diatrypea           | (Cooke & Ellis) Grove                                                         | 1919           |
| Dothiorella diatrypoides        | Sacc. & Berl.                                                                 | 1885           |
| Dothiorella diospyri            | Petr. & Syd.                                                                  | 1924           |
| Dothiorella diospyricola        | W. Zhang & Crous                                                              | 2021           |
| Dothiorella dispar              | (Fr.) Starbäck                                                                | 1894           |
| Dothiorella divergens           | Peck                                                                          | 1910           |
| Dothiorella dominicana          | Petr. & Cif.                                                                  | 1930           |
| Dothiorella dracaenae           | D. Gupta, Chowdhry & Padhi                                                    | 1981           |
| Dothiorella dryophila           | Sacc. & Briard                                                                | 1890           |
| Dothiorella dulcispinae         | Jami, Gryzenh., Slippers & M.J. Wingf.                                        | 2012           |
| Dothiorella dura                | (Preuss) Sacc.                                                                | 1895           |
| Dothiorella ellisii             | Arx                                                                           | 1957           |
| Dothiorella endorrhodia         | Berl.                                                                         | 1887           |
| Dothiorella ephedrae            | (Gonz. Frag.) Petr. & Syd.                                                    | 1927           |
| Dothiorella eriobotryae         | Gonz.-Domíng., Armengol & A. Alves                                            | 2017           |
| Dothiorella erumpens            | (Berk. & M.A. Curtis) Sacc.                                                   | 1884           |
| Dothiorella erythraea           | Sacc.                                                                         | 1917           |
| Dothiorella erythrinae          | S. Ahmad                                                                      | 1971           |
| Dothiorella eucalypti           | (Berk. & Broome) Sacc.                                                        | 1892           |
| Dothiorella eucalyptorum        | (Turconi) Petr. & Syd.                                                        | 1927           |
| Dothiorella eugeniae            | (Tul. & C. Tul.) Sacc.                                                        | 1884           |
| Dothiorella euonymicola         | (Petr.) Petr.                                                                 | 1927           |
| Dothiorella euonymi-japonicae   | (Siemaszko) Petr.                                                             | 1927           |
| Dothiorella euphorbiae          | Jaap                                                                          | 1916           |
| Dothiorella euphorbii           | (Sacc.) Sacc.                                                                 | 1884           |
| Dothiorella everhartii          | Sacc. & P. Syd.                                                               | 1899           |
| Dothiorella excavata            | (Preuss) Sacc.                                                                | 1884           |
| Dothiorella fabae               | Petr. & Syd.                                                                  | 1927           |
| Dothiorella federata            | McAlpine                                                                      | 1899           |
| Dothiorella fici                | Tilak                                                                         | 1966           |
| Dothiorella ficina              | S. Ahmad                                                                      | 1951           |
| Dothiorella fraxinea            | Sacc. & Roum.                                                                 | 1884           |
| Dothiorella fraxini             | (Lib.) Sacc.                                                                  | 1892           |
| Dothiorella fraxini             | Ellis & Everh.                                                                | 1893           |
| Dothiorella fraxinicola         | Ellis & Everh.                                                                | 1895           |
| Dothiorella fraxinicola         | Allesch.                                                                      | 1900           |
| Dothiorella fructicola          | Scalia                                                                        | 1902           |
| Dothiorella galegae             | (Sacc.) Sacc.                                                                 | 1884           |
| Dothiorella gaurensis           | Soni, Dadwal & Jamaluddin                                                     | 1983           |
| Dothiorella genistae            | Sousa da Câmara                                                               | 1950           |
| Dothiorella glandaria           | (Sacc.) Petr. & Syd.                                                          | 1927           |
| Dothiorella glandicola          | (Schwein.) Starbäck                                                           | 1894           |
| Dothiorella gleditsiae          | (Cooke) Grove                                                                 | 1920           |
| Dothiorella graminicola         | S. Ahmad                                                                      | 1951           |
| Dothiorella guaranitica         | Speg.                                                                         | 1888           |
| Dothiorella guttulata           | Qing Tian, Camporesi & K.D. Hyde                                              | 2017           |
| Dothiorella hawaiensis          | Petr.                                                                         | 1953           |
| Dothiorella henriquesiana       | (J.V. Almeida & Sousa da Câmara) Petr.                                        | 1927           |
| Dothiorella heterophyllae       | Marinc., Jami & M.J. Wingf.                                                   | 2019           |
| Dothiorella hibiscicola         | (Tassi) Petr. & Syd.                                                          | 1927           |
| Dothiorella hicoriae            | Dearn. & House                                                                | 1919           |
| Dothiorella hippocastani        | Ellis & Everh.                                                                | 1894           |
| Dothiorella hispalensis         | (Bubák & Gonz. Frag.) Petr. & Syd.                                            | 1927           |
| Dothiorella hoffmannii          | Höhn.                                                                         | 1929           |
| Dothiorella hypomutilospora     | (J.V. Almeida & Sousa da Câmara) Petr. & Syd.                                 | 1927           |
| Dothiorella iberica             | A.J.L. Phillips, J. Luque & A. Alves                                          | 2005           |
| Dothiorella ilicicola           | Oudem.                                                                        | 1889           |
| Dothiorella inaequalis          | Cooke                                                                         | 1891           |
| Dothiorella indica              | Soni, Dadwal & Jamaluddin                                                     | 1983           |
| Dothiorella insulana            | (Sacc.) Petr. & Syd.                                                          | 1927           |
| Dothiorella ipomoeae            | S. Ahmad                                                                      | 1972           |
| Dothiorella iranica             | Abdollahz., Zare & A.J.L. Phillips                                            | 2014           |
| Dothiorella italica             | Dissan., Camporesi & K.D. Hyde                                                | 2017           |
| Dothiorella jaapiana            | Petr.                                                                         | 1927           |
| Dothiorella jasminicola         | (Gonz. Frag.) Petr. & Syd.                                                    | 1927           |
| Dothiorella juglandaria         | (Sacc.) Petr. & Syd.                                                          | 1927           |
| Dothiorella kanoorii            | Subhedar & V.G. Rao                                                           | 1979           |
| Dothiorella kilinensis          | Miura                                                                         | 1928           |
| Dothiorella koae                | Marinc., Jami & M.J. Wingf.                                                   | 2019           |
| Dothiorella kraunhiae           | Gonz. Frag.                                                                   | 1924           |
| Dothiorella ladharensis         | S. Ahmad                                                                      | 1954           |
| Dothiorella lagenariae          | (Thüm.) Petr. & Syd.                                                          | 1927           |
| Dothiorella lagerstroemiae      | S. Ahmad                                                                      | 1951           |
| Dothiorella lampangensis        | Jayasiri, E.B.G. Jones & K.D. Hyde                                            | 2019           |
| Dothiorella latitans            | (Fr.) Sacc.                                                                   | 1884           |
| Dothiorella laurina             | (Siemaszko) Petr.                                                             | 1927           |
| Dothiorella ledi                | Lind & Vleugel                                                                | 1911           |
| Dothiorella lentiformis         | (Preuss) Sacc.                                                                | 1884           |
| Dothiorella leucaenicola        | S. Ahmad                                                                      | 1969           |
| Dothiorella limbalis            | (Syd.) Syd.                                                                   | 1927           |
| Dothiorella limonis             | McAlpine                                                                      | 1899           |
| Dothiorella lineolata           | Sacc. & Trotter                                                               | 1899           |
| Dothiorella longicollis         | Pavlic, T.I. Burgess & M.J. Wingf.                                            | 2008           |
| Dothiorella lonicerae           | M.E.A. Costa & Sousa da Câmara                                                | 1952           |
| Dothiorella macadamiae          | Dias & Sousa da Câmara                                                        | 1954           |
| Dothiorella macarangae          | Höhn.                                                                         | 1929           |
| Dothiorella macrospora          | (Berk. & M.A. Curtis) Sacc.                                                   | 1884           |
| Dothiorella maculosa            | Sacc.                                                                         | 1917           |
| Dothiorella magnifructa         | (Peck) Petr. & Syd.                                                           | 1927           |
| Dothiorella magnoliae           | C.M. Tian & C.J. You                                                          | 2017           |
| Dothiorella mahagoni            | Thüm.                                                                         | 1881           |
| Dothiorella major               | Ellis & Everh.                                                                | 1902           |
| Dothiorella mali                | Ellis & Everh.                                                                | 1895           |
| Dothiorella mandshuricae        | Petr.                                                                         | 1934           |
| Dothiorella mangifericola       | Tao Yang & Crous                                                              | 2016           |
| Dothiorella meliae              | S. Ahmad                                                                      | 1972           |
| Dothiorella microspora          | McAlpine                                                                      | 1902           |
| Dothiorella minor               | Ellis & Everh.                                                                | 1896           |
| Dothiorella mirabilis           | (Gonz. Frag.) Petr. & Syd.                                                    | 1927           |
| Dothiorella moneti              | K.M. Taylor, P.A. Barber, G.E. Hardy & T.I. Burgess                           | 2009           |
| Dothiorella monsterae           | (Sacc.) Petr. & Syd.                                                          | 1927           |
| Dothiorella mori                | Berl.                                                                         | 1885           |
| Dothiorella multicocca          | Ellis & Barthol.                                                              | 1902           |
| Dothiorella multiplex           | (Preuss) Sacc.                                                                | 1884           |
| Dothiorella neclivora           | W.M. Pitt & Úrbez-Torr.                                                       | 2015           |
| Dothiorella nectandrae          | Bres.                                                                         | 1926           |
| Dothiorella negundinis          | Ellis & Barthol.                                                              | 1896           |
| Dothiorella nelumbii            | Ellis & H.W. Anderson                                                         | 1891           |
| Dothiorella nucis               | Fairm.                                                                        | 1921           |
| Dothiorella nuptialis           | (Bubák) Petr. & Syd.                                                          | 1927           |
| Dothiorella oblonga             | F.J.J. Van der Walt, Slippers & G.J. Marais                                   | 2014           |
| Dothiorella oenotherae          | (Tassi) Petr. & Syd.                                                          | 1927           |
| Dothiorella olearum             | Petr.                                                                         | 1954           |
| Dothiorella omnivora            | Linald., Deidda & Scanu                                                       | 2016           |
| Dothiorella ononidicola         | Gonz. Frag.                                                                   | 1920           |
| Dothiorella opuntiae            | (Siemaszko) Petr.                                                             | 1927           |
| Dothiorella ornella             | (Sacc.) Höhn.                                                                 | 1929           |
| Dothiorella ostryae             | Manawasinghe, Camporesi & K.D. Hyde                                           | 2020           |
| Dothiorella oxycedri            | Maire                                                                         | 1907           |
| Dothiorella palawanensis        | Syd.                                                                          | 1932           |
| Dothiorella paliuri             | Petr.                                                                         | 1931           |
| Dothiorella parasitica          | Bubák                                                                         | 1909           |
| Dothiorella parva               | Abdollahz., Zare & A.J.L. Phillips                                            | 2014           |
| Dothiorella paucilocelata       | Sousa da Câmara                                                               | 1951           |
| Dothiorella paulowniae          | Gonz. Frag.                                                                   | 1917           |
| Dothiorella peckiana            | Sacc.                                                                         | 1916           |
| Dothiorella pedrosensis         | (Bubák & Gonz. Frag.) Petr.                                                   | 1927           |
| Dothiorella pericarpica         | Sacc.                                                                         | 1890           |
| Dothiorella peucedani           | S. Ahmad                                                                      | 1954           |
| Dothiorella philodendri         | Petr. & Syd.                                                                  | 1927           |
| Dothiorella phoenicis           | S. Ahmad                                                                      | 1971           |
| Dothiorella phomopsis           | Fairm.                                                                        | 1918           |
| Dothiorella phormiana           | (Sacc.) Petr. & Syd.                                                          | 1927           |
| Dothiorella photiniae           | Curzi & Barbaini                                                              | 1927           |
| Dothiorella physalospora        | (Sacc.) Petr. & Syd.                                                          | 1927           |
| Dothiorella pinea               | (Pass.) Petr. & Syd.                                                          | 1925           |
| Dothiorella pinicola            | S. Ahmad                                                                      | 1971           |
| Dothiorella pini-silvestris     | Allesch.                                                                      | 1894           |
| Dothiorella pirottiana          | Sacc. & Traverso                                                              | 1906           |
| Dothiorella pistaciicola        | (Sousa da Câmara) Sousa da Câmara                                             | 1951           |
| Dothiorella pittosporina        | (Sousa da Câmara) Sousa da Câmara                                             | 1952           |
| Dothiorella pitya               | Sacc.                                                                         | 1875           |
| Dothiorella pitya               | Prill. & Delacr.                                                              | 1890           |
| Dothiorella placenta            | (Berk. & M.A. Curtis) Sacc.                                                   | 1884           |
| Dothiorella platani             | Briard & Fautrey                                                              | 1893           |
| Dothiorella platensis           | Speg.                                                                         | 1902           |
| Dothiorella plurivora           | (Abdollahz., Javadi & A.J.L. Phillips) Tao Yang & Crous                       | 2016           |
| Dothiorella populina            | P. Karst.                                                                     | 1890           |
| Dothiorella pretoriensis        | (Jami, Gryzenh., Slippers & M.J. Wingf.) Abdollahz. & A.J.L. Phillips         | 2013           |
| Dothiorella prosopidina         | S. Ahmad                                                                      | 1969           |
| Dothiorella proteiformis        | Speg.                                                                         | 1898           |
| Dothiorella prunicola           | A.J.L. Phillips & Abdollahz.                                                  | 2014           |
| Dothiorella pseudodiblasta      | Ferd. & Winge                                                                 | 1908           |
| Dothiorella pyri                | Aderh.                                                                        | 1905           |
| Dothiorella pyricola            | S. Ahmad                                                                      | 1971           |
| Dothiorella radicans            | Ellis & Everh.                                                                | 1902           |
| Dothiorella ranunculi           | (J.V. Almeida & Sousa da Câmara) Petr.                                        | 1927           |
| Dothiorella reniformis          | (Viala & Ravaz) Petr. & Syd.                                                  | 1927           |
| Dothiorella reunionis           | Marinc., Jami & M.J. Wingf.                                                   | 2019           |
| Dothiorella rhamni              | Wanas., Bulgakov, E.B.G. Jones & K.D. Hyde                                    | 2016           |
| Dothiorella rhaphidophorae      | (Gonz. Frag.) Petr. & Syd.                                                    | 1927           |
| Dothiorella rhododendri         | A.C. Santos & Sousa da Câmara                                                 | 1954           |
| Dothiorella rhoina              | Ellis & Everh.                                                                | 1900           |
| Dothiorella rhoina              | (Schwein.) Petr.                                                              | 1953           |
| Dothiorella ribicola            | Ellis & Barthol.                                                              | 1899           |
| Dothiorella ricini              | (Cooke) Petr. & Syd.                                                          | 1927           |
| Dothiorella rimicola            | (Sacc.) Petr. & Syd.                                                          | 1924           |
| Dothiorella robiniae            | Prill. & Delacr.                                                              | 1890           |
| Dothiorella rosatti             | Rieuf                                                                         | 1965           |
| Dothiorella rosulata            | (F.J.J. Van der Walt, Slippers & G.J. Marais) Tao Yang & Crous                | 2016           |
| Dothiorella rugulosa            | Sacc.                                                                         | 1921           |
| Dothiorella rumicis             | (Petr.) Petr.                                                                 | 1927           |
| Dothiorella saccharina          | S. Ahmad                                                                      | 1971           |
| Dothiorella salviae             | Sousa da Câmara                                                               | 1951           |
| Dothiorella sanninii            | Cif.                                                                          | 1922           |
| Dothiorella santali             | K.M. Taylor, P.A. Barber & T.I. Burgess                                       | 2009           |
| Dothiorella santaremica         | Petr.                                                                         | 1947           |
| Dothiorella saponariae          | (Siemaszko) Petr.                                                             | 1927           |
| Dothiorella sarmentorum         | (Fr.) A.J.L. Phillips, A. Alves & J. Luque                                    | 2005           |
| Dothiorella scandens            | (Sacc.) Petr. & Syd.                                                          | 1927           |
| Dothiorella schizomyiae         | Petr.                                                                         | 1927           |
| Dothiorella schoenocauli        | Syd.                                                                          | 1930           |
| Dothiorella scirpi-riparii      | Petr.                                                                         | 1963           |
| Dothiorella scopulina           | Dearn. & Barthol.                                                             | 1926           |
| Dothiorella sempervirentis      | Abdollahz., Zare & A.J.L. Phillips                                            | 2014           |
| Dothiorella senecionis          | (J.V. Almeida & Sousa da Câmara) Petr.                                        | 1927           |
| Dothiorella sibiraeae           | Murashk. & Sieling                                                            | 1929           |
| Dothiorella sileris             | Petr.                                                                         | 1947           |
| Dothiorella sisalanae           | Roger                                                                         | 1938           |
| Dothiorella smilacina           | (Peck) Petr. & Syd.                                                           | 1927           |
| Dothiorella spartiicola         | (Berl. & Voglino) Petr. & Syd.                                                | 1926           |
| Dothiorella spathoglottidicola  | D. Gupta, Chowdhry & Padhi                                                    | 1981           |
| Dothiorella sterculiae          | (Siemaszko) Petr.                                                             | 1927           |
| Dothiorella stramonii           | Petr.                                                                         | 1953           |
| Dothiorella stratosa            | Sacc.                                                                         | 1921           |
| Dothiorella striata             | A.J.L. Phillips & Abdollahz.                                                  | 2014           |
| Dothiorella strobilina          | (Lib. ex Roum.) Sacc.                                                         | 1892           |
| Dothiorella strobilomorphospora | Dias & Sousa da Câmara                                                        | 1954           |
| Dothiorella stromatica          | (Preuss) Sacc.                                                                | 1884           |
| Dothiorella styphnolobii        | Brahmanage, Bulgakov & K.D. Hyde                                              | 2019           |
| Dothiorella symphoricarpicola   | W.J. Li, Jian K. Liu & K.D. Hyde                                              | 2014           |
| Dothiorella syringae            | (P. Karst.) Sacc.                                                             | 1884           |
| Dothiorella tamaricicola        | M.T. Lucas & Sousa da Câmara                                                  | 1955           |
| Dothiorella tamaricis           | M.T. Lucas & Sousa da Câmara                                                  | 1954           |
| Dothiorella tecomae             | S. Ahmad                                                                      | 1971           |
| Dothiorella tectonae            | Doilom, L.A. Shuttlew. & K.D. Hyde                                            | 2015           |
| Dothiorella thailandica         | Abdollahz., A.J.L. Phillips & A. Alves                                        | 2013           |
| Dothiorella thripina            | R.G. Shivas & Tree                                                            | 2009           |
| Dothiorella tiliae              | Sacc.                                                                         | 1910           |
| Dothiorella togashiana          | Petr.                                                                         | 1936           |
| Dothiorella torulosa            | (Berk. & M.A. Curtis) Sacc.                                                   | 1884           |
| Dothiorella toxica              | Ellis & Everh.                                                                | 1904           |
| Dothiorella tricholenae         | Cif. & Gonz. Frag.                                                            | 1925           |
| Dothiorella tricholenae         | Cif. & Gonz. Frag.                                                            | 1925           |
| Dothiorella tristaniae          | (Tassi) Petr. & Syd.                                                          | 1927           |
| Dothiorella tubericola          | Speg.                                                                         | 1910           |
| Dothiorella turconii            | (Curzi) Petr. & Syd.                                                          | 1927           |
| Dothiorella ulmacea             | Crous & R.K. Schumach.                                                        | 2015           |
| Dothiorella ulmi                | Verrall & C. May                                                              | 1937           |
| Dothiorella urae                | Tassi                                                                         | 1899           |
| Dothiorella uruguayensis        | (C.A. Pérez, Blanchette, Slippers & M.J. Wingf.) Abdollahz. & A.J.L. Phillips | 2013           |
| Dothiorella vagans              | Speg.                                                                         | 1912           |
| Dothiorella valentina           | Alcalde                                                                       | 1952           |
| Dothiorella viburni             | (Dearn. & House) Petr. & Syd.                                                 | 1924           |
| Dothiorella vidmadera           | W.M. Pitt, Úrbez-Torr. & Trouillas                                            | 2013           |
| Dothiorella vinea-gemmae        | W.M. Pitt & Úrbez-Torr.                                                       | 2015           |
| Dothiorella vinosa              | Marchal & É.J. Marchal                                                        | 1921           |
| Dothiorella viridarii           | (Sacc.) Petr. & Syd.                                                          | 1927           |
| Dothiorella viscariae           | P. Karst.                                                                     | 1887           |
| Dothiorella viticis             | S. Ahmad                                                                      | 1971           |
| Dothiorella viticola            | A.J.L. Phillips & J. Luque                                                    | 2006           |
| Dothiorella westralis           | (W.M. Pitt, Úrbez-Torr. & Trouillas) Tao Yang & Crous                         | 2016           |
| Dothiorella winteri             | Speg.                                                                         | 1887           |
| Dothiorella woronowii           | Petr.                                                                         | 1927           |
| Dothiorella yuccicarpa          | (Sacc.) Petr. & Syd.                                                          | 1927           |
| Dothiorella zeae                | É.E. Foëx & Berthault                                                         | 1912           |